# Kirk Jones (réalisateur canadien)
Pour les articles homonymes, voir Kirk Jones.
Kirk Jones est un monteur, réalisateur, scénariste et directeur de la photographie canadien.

## Filmographie
Comme monteur
- 1958 : Stay Alive in the Summer Bush
- 1958 : Security: Espionage
- 1958 : Julie, Part 2: Tactical Procedures
- 1958 : Introduction: A Pattern for Staying Alive
- 1958 : Heading Unchanged
- 1959 : In the Beginning a Wilderness of Air
- 1959 : Double Heritage
- 1963 : Drylanders
- 1964 : Le Réaménagement d'un secteur urbain: les habitations Jeanne-Mance
- 1965 : Instant French
- 1971 : Angus
- 1973 : Paperback Hero
- 1977 : Age of Innocence
- 1979 : Inside Out (TV)
- 1980 : I, Maureen
- 1982 : Spring Fever

Comme réalisateur
- 1960 : An Enduring Tradition
- 1961 : House Building in Winter
- 1962 : Canada's Navy
- 1963 : Painting a Province
- 1963 : Lewis Mumford on the City, Part 6: The City and the Future
- 1963 : Lewis Mumford on the City, Part 5: The City as Man's Home
- 1963 : Lewis Mumford on the City, Part 4: The Heart of the City
- 1963 : Lewis Mumford on the City, Part 2: The City - Cars or People?
- 1963 : Explosives - Accidents, Part 3: Four Ways to Kill
- 1963 : Explosives - Accidents, Part 2: A Little Bit of Negligence
- 1964 : Three Minutes to Live
- 1964 : Crafts of My Province
- 1964 : The Changing City
- 1965 : Three Approaches to Leadership
- 1966 : Expo 67: A Preview

Comme scénariste
- 1960 : An Enduring Tradition
- 1962 : Canada's Navy
- 1965 : A Life of Adventure

Comme directeur de la photographie
- 1963 : Lewis Mumford on the City, Part 4: The Heart of the City
- 1963 : Lewis Mumford on the City, Part 2: The City - Cars or People?